# Billabong (entreprise)
Pour les articles homonymes, voir Billabong.
Billabong International Limited, abrégé en Billabong est une entreprise australienne fondée en 1973 et spécialisée dans les vêtements et les équipements de surf. Elle vend ses produits dans plus de 100 pays à travers le monde.

## Histoire
C’est sur une table de cuisine que les premiers boardshorts (short de bain) Billabong voient le jour. Gordon et Rena Merchant, un couple de surfeurs australiens, se lancent dans cette production plutôt particulière en 1973 ne trouvant pas de maillot qui réponde à leurs attentes. Ces produits, créés par des surfeurs pour des surfeurs (dont la particularité est alors d’être résistants et d’être spécialement étudiés pour le surf), dépassent rapidement le stade de la vente sur les plages de la Gold Coast en Australie.
Grâce aux voyages de surfeurs toujours en quêtes de vagues, le nom de Billabong se fait connaître petit à petit, même si la société reste une petite marque de surf dans les premières années. En 1975, Billabong s’installe dans un bâtiment moderne de Burleigh Heads en Australie pour augmenter sa production. C’est à partir de 1978 que Billabong affirme son image et s’établit désormais comme un leader sur le marché du surfwear en Australie[réf. souhaitée]  avec Rip Curl et Quiksilver.
Les premières tentatives d’implantation de Billabong en Europe, de 1987 à 1999 se révélèrent infructueuses. Ces échecs étaient en grande partie dus au fait que les dirigeants australiens et les dirigeants locaux, alors en Grande-Bretagne, ne concevaient pas de la même façon l’avenir de la société en Europe.
C’est en août 1991, que D. O’Neill actuel[Quand ?] PDG arrive à Hossegor, « capitale du surf » en Europe. Résultat : Billabong Europe voit le jour le 1er février 1992 et son chiffre d’affaires pour la première saison s’élève à 3 millions de francs (environ 457 350 euros). En ce temps-là, la marque Billabong était distribuée à travers une autre marque de surfwear connue des aficionados, Rip Curl. Billabong ne prendra sa liberté qu’en 1993.
Après la séparation avec l’entreprise Rip Curl, Billabong Europe emploie 10 salariés et son chiffre d’affaires augmente de 50 à 60 % chaque année. Face à cette croissance, Billabong déménage en 1996 et s’installe alors avec 45 employés à « La Vague », un bâtiment dont la forme rappelle le logo de la marque. Les ventes continuent d’augmenter de 40 à 50 % chaque année et ce sont aujourd’hui[Quand ?] près de 300 employés qui travaillent à GSM Europe[Quoi ?]. Un  bâtiment de 4 000 m2 a été inauguré en 2000, c’est le stock de marchandises par lequel passent tous les produits avant d’être redistribués partout en Europe.
En 2000, Billabong est introduite en bourse. En 2001, la société fait l’acquisition de deux marques : Von Zipper, fabricant de lunettes de soleil et Element, no 1 du skatewear aux États-Unis. En 2004, il y a l’acquisition de la marque textile Honolua Surf Company et de la marque de chaussure Kustom. Enfin en 2006, l’acquisition de la marque de montres Nixon Watches.
Billabong appartient aujourd'hui, comme son concurrent Quiksilver, au groupe américain Boardriders Inc.
Pendant la semaine du 10 février 2025, Billabong annonce la fermeture de toutes leurs boutiques ainsi que celles de QuickSilver et de Volcom présentes aux États-Unis. Cela représente, en tout, 124 magasins qui fermeront sous peu.

## Identité visuelle

Évolution du logo
Vieux logo de Billabong.
Ancien logo de la marque.
Logo actuel.

## Billabong en chiffre
C’est le 11 août 2000 que Billabong franchit une nouvelle étape lorsqu’elle est introduite sur le marché boursier. Il s’agit alors de la plus importante introduction en bourse en Australie[réf. souhaitée]. Les employés de la société sont désormais actionnaires au statut d’entreprise publique.
Le groupe emploie[Quand ?] environ 1 750 salariés dans le monde.
Les produits GSM[précision nécessaire] sont distribués dans de nombreux pays. La majorité des ventes est assurée en Australie, Nouvelle-Zélande, Amérique du Nord, Europe, Japon et Brésil.
3 000 magasins[Quand ?] dans le monde entier distribuent les produits du groupe GSM qui sont de plus en plus divers : boardshorts, t-shirt, maillots de bain, lunettes de soleil, polaires, pulls, jeans, pantalon, chaussure, jupes, bagages et accessoires…
En Europe, les produits du groupe sont distribués dans 27 pays à travers un réseau de distribution bien précis. Il y a en Europe : 7 magasins Billabong, 12 magasins outlets (magasins d’usine, de second choix), 19 partners stores, 3 partners outlets et 102 Corners (représentation de la marque dans un grand groupe comme les Galeries Lafayette).[Quand ?]

## Concurrents
Les principaux concurrents sont les marques australiennes Rip Curl et Quiksilver (qui appartient également au groupe Boardriders Inc.), la marque américaine Town & Country Surf Designs, ainsi que la marque française Oxbow basée à Mérignac près de Bordeaux.